# Ramón Salazar
Ramón Salazar (Malaga, 28 maggio 1963) è un attore, sceneggiatore e regista spagnolo.

## Biografia
Ramón Salazar ha esordito alla regia nel 1999 con il cortometraggio Hongos.
In seguito, nel 2002, ha diretto Piedras, lungometraggio, con Antonia San Juan, Najwa Nimri e Vicky Peña, che ha ottenuto la nomination per l'Orso d'oro al Festival internazionale del Cinema di Berlino del 2002 e quella per il Premio Goya per il miglior regista esordiente nel 2003. Il regista appare nel proprio film nel ruolo di un giovane dottore.
Ha diretto la commedia musicale 20 centimetri (20 centímetros), presentata il 26 aprile 2005 al Málaga Film Festival. La pellicola ruota attorno alla vita di una transgender sofferente di narcolessia che fatica a risparmiare i soldi necessari per pagarsi l'operazione di rettifica degli attributi. Il titolo del musical è un chiaro riferimento alla lunghezza del pene del protagonista, ruolo affidato a Mónica Cervera.
Nel 2010 ha sceneggiato Tres metros sobre el cielo, il remake del film italiano del 2004 Tre metri sopra il cielo, diretto dal regista Luca Lucini, tratto dal romanzo omonimo di Federico Moccia, per il quale ha ottenuto la candidatura al Premio Goya per la migliore sceneggiatura non originale del 2011.

## Filmografia

### Regista
- Eterna domenica (La enfermedad del domingo) (2018)
- 10.000 noches en ninguna parte (2011)
- 20 centimetri (20 centímetros) (2005)
- Piedras (2002)
- Hongos (corto)
- Élite (serie TV, 2018-2024)

### Sceneggiatore
- Tengo ganas de ti (2011)
- 10.000 noches en ninguna parte (2011)
- Tres metros sobre el cielo (2010)
- 20 centimetri (20 centímetros) (2005)
- Amnèsia collaborazione (2002)
- Piedras (2002)
- Taxidermia (documentario corto) (2000)
- Hongos (corto)

### Attore
- Tú la llevas (corto) (2004)
- 238 (corto) (2003)
- Amnèsia (2002)
- Piedras (2002)
- Rosas del sur (corto) (2001)